# Смирнов, Алексей Ефимович (Герой Советского Союза)
Алексе́й Ефи́мович Смирно́в (15.1.1913, Санкт-Петербург — 20.2.1997, Москва) — командир 236-го инженерно-сапёрного батальона 48-й инженерно-сапёрной бригады 70-й армии 2-го Белорусского фронта, капитан. Герой Советского Союза.

## Биография
Родился 15 января 1913 года в Санкт-Петербурге в семье рабочего. Русский. Член ВКП(б)/КПСС с 1942 года. Окончил Политехнический институт в Ленинграде.
Работал инженером-конструктором ПКТИ машиностроения в Москве.
В Красной Армии с июля 1941 года. Участник Великой Отечественной войны с сентября 1941 года. Окончил курсы при Военно-инженерной академии.
236-й инженерно-сапёрный батальон под командованием капитана Алексея Смирнова, обеспечивая боевые действия стрелковых соединений, с 17 июня 1944 года форсировал 10 рек, построил 43 деревянных моста, 1,5 километра дорог через болота, проверил 2371 километров дорог и снял более 8 тысяч мин противника.
При форсировании Одера в апреле 1945 года лично руководил переправой на левый берег пехоты и артиллерии.
Указом Президиума Верховного Совета СССР от 29 июня 1945 года за образцовое выполнение боевых заданий командования на фронте борьбы с немецко-фашистскими захватчиками и проявленные при этом мужество и героизм капитану Алексею Ефимовичу Смирнову присвоено звание Героя Советского Союза с вручением ордена Ленина и медали «Золотая Звезда».
После войны капитан А. Е. Смирнов — в запасе. Жил в городе-герое Москве. Работал конструктором, возглавлял КБ.
В 1954 году А. Е. Смирнову присуждена Сталинская премия.
Скончался 20 февраля 1997 года. Похоронен в Москве на Востряковском кладбище.
Награждён орденами Ленина, Красного Знамени, 2 орденами Отечественной войны 1-й степени, орденами Отечественной войны 2-й степени, Красной Звезды, медалями.

Могила Смирнова на Востряковском кладбище Москвы.